# Бажир (Иркутская область)
Бажир (бур. Бажар) — село в Заларинском районе Иркутской области России. Административный центр Бажирского муниципального образования. Находится примерно в 4 км к северо-востоку от районного центра.

## История
Населённый пункт был основан в 1726 году русскими. Однако, до этого на его территории располагался бурятский улус. Название Бажир происходит от имени бурята Бажея, которому до прихода русских принадлежало данное поселение. По другим данным, данный топоним образован от названия бурятского рода бажар.
Первоначально село насчитывало примерно 30 домов. Первые дома были построены на территории современных Набережной и Школьной улиц. Большинство жителей занимались земледелием и животноводством. В селе был большой амбар для хранения хлеба. Церкви не было, вместо неё в Бажире был сруб с крестом, называемый здесь престол, куда в большие праздники приносились иконы из села Залари.
В окрестностях села располагались заимки Кольчежино, Мухина, Осай, Рахаилово и некоторые другие. Позже они опустели, их жители переселились в Бажир и другие сёла.
С приходом советской власти начале 1920-х в Бажире была создана управа. В 1929 году в селе были построены здания сельсовета и клуба, организована коммуна, в 1933 году реорганизованная в колхоз «Вперед, бедняк». Бедняки сдавали туда скот. Есть данные, что на заимке Мухина проживало много кулаков, отказывавшихся добровольно вступать в коммуну.
В 1938 году в селе была построена ферма на 20 голов скота, были открыты начальная (до 1941 года) школа, пилорама, изба-читальня, функционировала кузница.
В 1960-е годы село активно росло и развивалось, были построены новые дома, фермы, клуб, гараж, свинарник, овчарник, птичник, функционировал маслозавод.

## Экономика
Большинство жителей Бажира живут за счёт личного подсобного хозяйства.

## Население
По данным Всероссийской переписи, в 2010 году в селе проживало 485 человек (233 мужчины и 252 женщины).